# Benedikt Doll
Benedikt Doll (* 24. března 1990 Titisee-Neustadt) je bývalý německý biatlonista, mistr světa ve sprintu z Mistrovství světa v biatlonu 2017 z rakouského Hochfilzenu, dvojnásobný bronzový medailista z Olympijských her v Pchjongčchangu a několikanásobný medailista z mužské a smíšené štafety na mistrovství světa.
Ve světovém poháru ve své kariéře zvítězil v šesti individuálních závodech, když poprvé triumfoval právě ve sprintu na hochfilzenském šampionátu o 0,7 desetin sekundy před Norem Johannesem Thingnesem Bøem. Dvakrát zvítězil s německou mužskou štafetou.
Sportovní kariéru ukončil v po sezóně 2023/2024. Jeho poslední závodem byl závod s hromadným startem v kanadském Canmore.

## Výsledky

### Olympijské hry a mistrovství světa
Doll se dosavadně účastnil sedmi mistrovství světa v biatlonu a dvakrát olympijských her. Jeho největším úspěchem v závodech jednotlivců je zlatá medaile ze sprintu z Hochfilzenu. Na olympijských hrách v Pchjongčchangu získal bronzovou medaili ve stíhacím závodu a s mužskou štafetou. V týmovém závodě dokázal s německým mužským týmem vybojovat stříbrné medaile na šampionátu v Oslu a v Östersundu, bronzovou medaili v Anterselvě a se smíšenou štafetou stříbro v Östersundu.
| Sezóna  | Akce | Místo                | SP  | SZ  | HZ  | IZ  | ŠT | SŠT | SZD | Věk    |
| ------- | ---- | -------------------- | --- | --- | --- | --- | -- | --- | --- | ------ |
| 2014/15 | MS   | Kontiolahti          | 10. | 28. | 16. | –   | –  | 6.  | ×   | 24 let |
| 2015/16 | MS   | Oslo                 | 33. | 39. | 18. | 13. | 2. | –   | ×   | 25 let |
| 2016/17 | MS   | Hochfilzen           | 1.  | 11. | 9.  | 19. | 4. | –   | ×   | 26 let |
| 2017/18 | ZOH  | Pchjongčchang        | 6.  | 3.  | 5.  | –   | 3. | –   | ×   | 27 let |
| 2018/19 | MS   | Östersund            | 11. | 12. | 8.  | 10. | 2. | 2.  | –   | 28 let |
| 2019/20 | MS   | Anterselva           | 14. | 29. | 12. | 12. | 3. | 4.  | –   | 29 let |
| 2020/21 | MS   | Pokljuka             | 39. | 31. | 23. | 8.  | 8. | –   | –   | 30 let |
| 2021/22 | ZOH  | Peking               | 8.  | 32. | 8.  | 6.  | 4. | 5.  | ×   | 31 let |
| 2022/23 | MS   | Oberhof              | 55. | 15. | 26. | 5.  | 5. | 6.  | –   | 32 let |
| 2023/24 | MS   | Nové Město na Moravě | 13. | 16. | 12. | 3.  | 4. | –   | –   | 33 let |

Poznámka: Výsledky z olympijských her se do hodnocení světového poháru nezapočítávají, výsledky z mistrovství světa se dříve započítávaly, od mistrovství světa v roce 2023 se nezapočítávají.

### Juniorská mistrovství
Zúčastnil se čtyř Mistrovství světa juniorů v biatlonu. Má čtyři zlaté medaile ze štafet, a to z německého Ruhpoldingu z roku 2008, z kanadského Canmore z roku 2009, ze švédského Torsby z roku 2010 a z Nového Města na Moravě v roce 2011. Navíc má stříbrnou medaili z vytrvalostního závodu z Nového Města na Moravě.
| Sezóna  | Akce | Místo                | SP  | SZ  | IZ  | ŠT | Věk    |
| ------- | ---- | -------------------- | --- | --- | --- | -- | ------ |
| 2007/08 | MSJ  | Ruhpolding           | 5.  | 7.  | 71. | 1. | 17 let |
| 2008/09 | MSJ  | Canmore              | 5.  | 4.  | 16. | 1. | 18 let |
| 2009/10 | MSJ  | Torsby               | 5.  | 10. | 4.  | 1. | 19 let |
| 2010/11 | MSJ  | Nové Město na Moravě | 23. | 9.  | 2.  | 1. | 20 let |

## Vítězství v závodech Světového poháru

### Individuální
| Č.                           | sezóna    | datum             | místo                     | disciplína                |
| ---------------------------- | --------- | ----------------- | ------------------------- | ------------------------- |
| 1.                           | 2016/2017 | 11. února 2017    | Hochfilzen, Rakousko (MS) | sprint                    |
| 2.                           | 2019/2020 | 19. prosince 2019 | Annecy, Francie           | sprint                    |
| 3.                           | 2021/2022 | 22. ledna 2022    | Anterselva, Itálie        | závod s hromadným startem |
| 4.                           | 2022/2023 | 9. března 2023    | Östersund, Švédsko        | vytrvalostní závod        |
| 5.                           | 2023/2024 | 15. prosince 2023 | Lenzerheide, Švédsko      | sprint                    |
| 6.                           | 2023/2024 | 5. ledna 2023     | Oberhof, Německo          | sprint                    |
| – závod na mistrovství světa |           |                   |                           |                           |

### Kolektivní
| Č. | sezóna    | datum          | místo              | disciplína |
| -- | --------- | -------------- | ------------------ | ---------- |
| 1. | 2016/2017 | 21. ledna 2017 | Anterselva, Itálie | štafeta    |
| 2. | 2020/2021 | 5. března 2021 | Nové Město, Česko  | štafeta    |

#### Profily
- Benedikt Doll v databázi Mezinárodní biatlonové unie (anglicky)